# Halina Ekier
Halina Ekier (ur. 8 sierpnia 1915 w Rabie Wyżnej, zm. 20 maja 1962 w Krakowie) – polska pianistka, siostra Jana Ekiera.
Maturę otrzymała w 1934 r. w Państwowym Gimnazjum Humanistycznym im. Królowej Wandy w Krakowie. W 1936 r. ukończyła krakowską Szkołę Muzyczną im. W. Żeleńskiego w klasie fortepianu Olgi Stolfowej. W kolejnych latach kształciła się w Państwowym Konserwatorium Muzycznym w Warszawie u Zbigniewa Drzewieckiego.
Jej pierwszy występ publiczny miał miejsce 30 grudnia 1919 w sali Sogalicyjskiej przy krakowskim Rynku. Podczas okupacji nie przerwała działalności koncertowej, dając koncerty prywatnie oraz organizując tajne spotkania w Krakowie i Warszawie, m.in. w tzw. Kawiarni Woytowicza. W repertuarze koncertów znajdowały się utwory kompozytorów oficjalnie zakazanych. Po wojnie rozwijająca się choroba nowotworowa zaczęła ograniczać działalność koncertową pianistki.
W latach 1951–1962 prowadziła swoją klasę fortepianu w Państwowej Wyższej Szkole Muzycznej w Krakowie, wcześniej (od 1945) pracując już jako asystentka Zbigniewa Drzewieckiego. Wśród jej uczniów znaleźli się Krzysztof Meyer, Gabriela Cwojdzińska, Cecylia Heller, Irena Rolanowska.